# Assemblée nationale (Hongrie)
Pour les autres articles nationaux ou selon les autres juridictions, voir Assemblée nationale.
9e législature
Parlement hongrois
L'Assemblée nationale ou la Diète hongroise (en hongrois : Országgyűlés ; en forme longue : Magyar Országgyűlés [ˈmɒɟɒɾ ˈoɾsaːgɟyːleːʃ]) est le parlement monocaméral de Hongrie, cœur du pouvoir législatif du pays. Composée de 199 représentants élus pour quatre ans, elle se réunit au Parlement hongrois dans la capitale Budapest depuis 1902.

## Système électoral
L'Assemblée nationale est composée de 199 députés élus pour un mandat de quatre ans selon un mode de scrutin parallèle. Sont ainsi à pourvoir 106 sièges au scrutin uninominal majoritaire à un tour dans autant de circonscriptions électorales, auxquels s’ajoutent 93 sièges pourvus au scrutin proportionnel plurinominal de liste avec seuil électoral de 5 % dans une unique circonscription nationale. Ce seuil passe à 10 % pour les listes présentées conjointement par deux partis et à 15 % pour les listes présentées par des coalitions de trois partis ou plus.
Le scrutin à la proportionnelle est dit « de compensation » car l'on ajoute aux suffrages recueillis sur les listes nationales les suffrages « fragmentaires » (töredékszavazat) du scrutin uninominal, c'est-à-dire ceux qui n'ont pas permis aux différentes forces de remporter des sièges dans les circonscriptions ainsi que toutes les voix des partis ayant remporté un siège qui ont dépassé le seuil nécessaire pour l'emporter, on effectue alors la répartition selon le scrutin proportionnel D'Hondt.

### Sièges des minorités
Depuis 2014, chacune des minorités ethniques de Hongrie a la possibilité de faire élire un député de manière facilitée grâce à un abaissement du seuil électoral, à la condition qu'ils s'enregistrent préalablement sur des listes électorales distinctes. Le siège est prélevé sur les 93 dédiés à la représentation proportionnelle si la liste en question franchit un seuil spécifique établit au quart du quotient inverse de ce total, soit {\displaystyle {\frac {1}{4\times 93}}={\frac {1}{372}}\approx 0.2688\%} du total des suffrages au scrutin de liste. Treize minorités sont concernées : les Arméniens, Bulgares, Croates, Allemands, Grecs, Polonais, Roms, Roumains, Ruthènes, Serbes, Slovaques, Slovènes et Ukrainiens. En pratique, seules les communautés allemandes et roms sont suffisamment nombreuses pour espérer pouvoir atteindre ce seuil et obtenir un siège, si tant est qu'une part suffisante de leurs membres s'inscrivent sur les listes dédiées. À défaut d'obtenir un député, les minorités ethniques reconnues peuvent envoyer un porte parole au Parlement avec un droit de parole, mais pas un droit de vote.

## Histoire

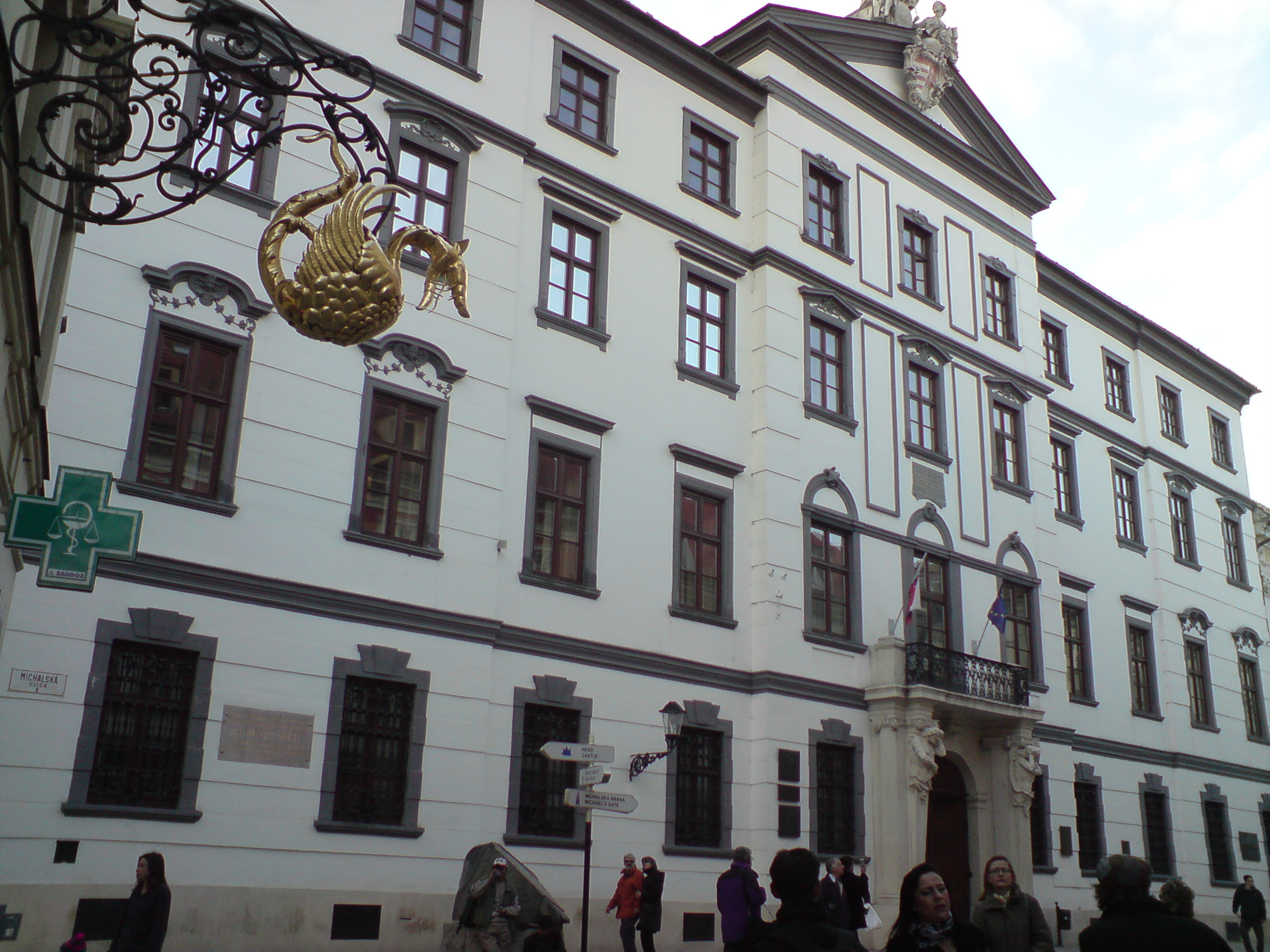
Le palais Uhorskej kráľovskej komory, siège de la Chambre royale hongroise à Bratislava/Pozsony.

L'Assemblée hongroise en tant qu'institution (országgyűlés, littéralement « assemblée du pays ») se constitue progressivement à partir du conseil du roi à l'époque du plein essor de la féodalité ; la vision romantique de l'histoire en a fait la subsistance d'une assemblée (népgyűlés « assemblée du peuple ») des Hongrois de l'époque de la Conquête du pays, mais cela n'est pas confirmé par des sources écrites, même si ce genre d'assemblée a pu exister à l'époque des tribus hongroises. À partir du XIIIe siècle, le pouvoir législatif appartient en commun au roi et à l'Assemblée, ce qui constitue ensuite l'un des principes de bases de la définition juridique (alkotmány « constitution ») des débuts de l'organisation sociale en ordres. Après l'extinction de la dynastie d'Árpád, il arrive plusieurs fois que le roi soit élu par l'Assemblée (droit de libre choix du roi).
Cette Assemblée (dont l'équivalent en France est appelé « États généraux ») est au départ constituée de la haute noblesse (barons ou magnats : főurak) et des hauts dignitaires ecclésiastiques ; il est ensuite donné place aussi aux représentants de la noblesse hongroise et des villes libres royales dans l'Assemblée des ordres (rendi országgyűlés). À partir du XVIe siècle, elle est constituée de deux chambres :
- la Chambre haute (felsőtábla, ou főrendi tábla « des ordres principaux », en latin tabula magnatum « des magnats ») où siégent la haute noblesse et les hauts dignitaires ecclésiastiques (archevêques et évêques),
- la Chambre basse (alsótábla, tabula statuum « des états ») où siégent les représentants élus des comitats nobles (nemesi vármegye), ainsi que les envoyés des villes libres royales et les représentants des chapitres de chanoines.

C'est le souverain qui peut convoquer les Assemblées, et il peut indiquer sommairement ses souhaits par un discours inaugural ou par écrit. Les Assemblées se tiennent le plus souvent près de Pest, au « champ du Rákos » (Rákos-mező). Après la division du pays en trois parties (bataille de Mohács, 1526), les Assemblées de Hongrie royale sont convoquées dans la plupart des cas à Pozsony (aujourd'hui Bratislava), éventuellement à Sopron. Dans la principauté de Transylvanie, puis dans la Transylvanie gouvernée séparément par les Habsbourg à partir du XVIIIe siècle, il se tient des Assemblées transylvaines (erdélyi országgyűlés) séparées.
Jusqu'au début du XIXe siècle, on parlait uniquement latin à la diète ; le comte Széchenyi fut le premier qui s'adressa en hongrois à cette assemblée.
Lors de la Révolution hongroise de 1848, cette Assemblée des ordres (rendi országgyűlés) est remplacée par une Assemblée (országgyűlés) fondée sur la démocratie représentative. Après l'écrasement de la Révolution, l'Assemblée est interdite de 1849 à 1861, puis est autorisée pendant quelques mois, et est à nouveau interdite de 1861 à 1865. Après le Compromis austro-hongrois de 1867, sa chambre haute, la Chambre des magnats, est appelée Főrendiház (littéralement « des ordres principaux »), et sa chambre basse Chambre des représentants (Képviselőház). À partir de 1885, il y a aussi des hauts dignitaires religieux protestants membres d'office de la chambre haute.
À partir de 1902, cette assemblée se réunit dans l'actuel Parlement hongrois de Budapest.
Après la révolution des chrysanthèmes de 1918, l'Assemblée ne se réunit pas sous le gouvernement Károlyi (1918-1919), son rôle est assumé par le Conseil national hongrois (Magyar Nemzeti Tanács). Avec la chute de Károlyi et l'arrivée au pouvoir du Conseil gouvernemental révolutionnaire (Forradalmi Kormányzótanács, régime communiste), l'Assemblée fonctionne après les élections des conseils locaux d'avril 1919 sous le nom d'Assemblée nationale des conseils (Tanácsok Országos Gyűlése ; ses membres sont « délégués » par les conseils des villes et des départements et non pas élus directement), mais les circonstances font qu'elle ne se réunit qu'une seule fois du 14 au 23 juin 1919 avant la chute de la République des conseils.
L'Assemblée voit ensuite ses prérogatives s'élargir, alors qu'elle bénéficiait de droits législatifs restreints au sein de l'empire d'Autriche (puis de l'Autriche-Hongrie), très centralisé autour des Habsbourgs. De 1918 à 1927, elle est unicamérale, sous le nom de Nemzetgyűlés (littéralement « de la nation » et non plus « du pays »). Le fonctionnement bicaméral est rétabli en 1927, à cette différence près que le nom de la Chambre des magnats (Főrendiház « des ordres principaux ») devient Chambre haute (Felsőház), et que ses membres ne sont pas seulement les ordres principaux (haute noblesse) et les hauts dignitaires ecclésiastiques, mais aussi des membres choisis par différentes institutions publiques (Académie hongroise des sciences, universités, etc.).
Une Nemzetgyűlés provisoire fonctionne de décembre 1944 à l'automne 1945 pendant l'occupation soviétique, puis l'Assemblée siège à nouveau sous le nom Országgyűlés (désormais avec une majuscule en hongrois pour la distinguer des autres Assemblées historiques) et est depuis lors unicamérale. La constitution de 1949 crée le conseil présidentiel de la république populaire de Hongrie, qui prend la place de l'Assemblée dans un domaine de compétences très large, si bien que jusqu'en 1990 celle-ci voit son rôle passer au second plan et devenir essentiellement formel, avec seulement quatre sessions de quelques jours par an.
Depuis 1990, elle fonctionne en deux sessions annuelles de plusieurs mois chacune.

## Pouvoirs et compétences
Pour avoir des sièges à l'Assemblée nationale, les partis politiques doivent réunir au moins 5 % des suffrages exprimés. Ces derniers votent le budget et les lois, votent la confiance au gouvernement, travaillent en commission pour préparer les lois, vérifient les comptes de l'État et élisent le président de la République. Les représentants exercent également un certain pouvoir de contrôle.

## Présidence
Le président de l'Assemblée nationale est chargé de présider les séances, de modérer les débats, de contresigner les lois votées en séance, de contrôler le travail des représentants et des commissions, d'infliger des sanctions aux députés en cas de manquement à leur fonction et de vérifier le budget de l'Assemblée.
Le président de l'Assemblée nationale est le deuxième personnage de l'État après le président de la République. Il assure l'intérim de ce dernier en prenant la tête de l'État en cas de démission ou de décès.